# Pomminryon
Pomminryon staat voor Pan-Nationale Alliantie voor de Hereniging van Koreaanse Vaderland. Het doel van deze organisatie is om alle Koreanen die zich in het buitenland bevinden te overtuigen om in te stemmen met de Noord-Koreaanse voorstellen om Korea te herenigen.
De organisatie werd opgericht op 29 november 1990. Pomminryon probeert zich progressief en gematigd op te stellen. Ze heeft een hoofdkwartier in Noord-Korea, Zuid-Korea, Japan, de Verenigde Staten en Canada. Er is een regionaal hoofdkwartier in Europa. De huidige voorzitter van het Noord-Koreaanse hoofdkwartier is Choe Jin-su.
Het hoofdkwartier in Zuid-Korea is illegaal. Op 29 december 2015 heeft de overheid van Zuid-Korea de website van Pomminryon offline gehaald. Daarop diende de organisatie klacht in op basis van het schenden van de vrije meningsuiting.
Naar aanleiding van haar 26-jarig bestaan bracht de organisatie een statement uit waarin ze schreef dat ze de drie grondbeginselen voor de Koreaanse hereniging hoog in het vaandel draagt. De grondbeginselen zijn de volgende: onafhankelijkheid, vreedzame hereniging en een sterk nationale eenheid onder de mensen. Pomminryon is dus tegen het gewelddadig herenigen van Korea. Verder vermeldt ze dat ze zal slagen in het herenigen van Korea en dat ze dan ook hierin het voortouw zal nemen. 